# Choristoneura biennis
Choristoneura biennis es una especie de polilla del género Choristoneura, tribu Archipini, subfamilia Tortricinae. Fue descrita científicamente por Freeman en 1967.

## Distribución
Se distribuye por América del Norte: Canadá.